# Chloe-Beth Morgan
Chloe-Beth Morgan (Cwmbran, 1986) è una modella gallese, eletta Miss Galles 2008 ed ha quindi rappresentato il Galles in occasione del concorso di bellezza internazionale Miss Mondo che si è tenuto in Sudafrica nel corso dello stesso anno..
Avendo ottenuto il punteggio più alto fra le concorrenti del Regno Unito che partecipavano a Miss Mondo 2008, Chloe-Beth Morgan è stata scelta per rappresentare il Regno Unito in occasione di Miss International 2009, dove la modella gallese si è classificata al terzo posto.
A maggio 2011 Chloe-Beth Morgan è stata inoltre scelta per rappresentare il Regno Unito in occasione di Miss Universo 2011, che si è tenuto a São Paulo, in Brasile, il 12 settembre 2011.